# Emma Stålhammar
Emma Stålhammar, född 5 december 1985,  svensk fotbollsspelare. Hon har spelat både som mittfältare och anfallare. Stålhammar har spelat i Malmö FF, LdB FC Malmö, Tyresö FF, Limhamn Bunkeflo och U21/U23-landslag. Hon gjorde fem mål i damallsvenskan 2004, tre mål 2005 och fyra mål 2007. I juni 2012 skadade hon korsbandet då hon vred knät under en bortamatch, men då hon var gravid ville inte läkarna operera. 2013 födde hon en son och kunde därefter genomgå en korsbandsoperation. Hon återvände mindre än ett år senare till fotbollen och LB07. Men två år senare, 2015, slutade Stålhammar, efter att åter ha blivit skadad.
Stålhammar arbetar som fastighetsmäklare.

## Klubbar
- Tyresö FF[13]
- LdB FC Malmö[14]
- Malmö FF Dam[15][16]
- Limhamn Bunkeflo[17]
- IFK Klagshamn (moderklubb)

## Meriter
- 21 landskamper U21/U23[5]
- Nominerad till Årets Mål 2005